# Dendropsophus joannae
Dendropsophus joannae és una espècie de granota que viu a Bolívia.